# Kindersicherheit
Kindersicherheit ist ein übergeordnetes Ziel, das durch verschiedene Maßnahmen in der Erziehung sowie bei der Produktherstellung und -verwendung erreicht werden soll. Diese Maßnahmen bieten Kindern, insbesondere Kleinkindern, ein erhöhtes Maß an Sicherheit. Da Kinder ihre Umwelt erforschen und alles ausprobieren möchten, dabei aber noch nicht über das Denkvermögen eines Erwachsenen verfügen, liegt es in der Verantwortung der Eltern und anderer Erwachsener, eine sichere Umgebung für sie zu schaffen. Produkthersteller sind aufgrund freiwilliger Verpflichtungen und gesetzlicher Regelungen gehalten, Produkte für Kleinkinder so herzustellen, dass Schäden minimiert werden.
Instrumente, die der Erhöhung der Kindersicherheit dienen, sind:
- Unfallverhütung
- Erziehung
- Schadensreduzierung

## Hintergrund
Pro Jahr kommen in Deutschland bei ca. fünf Millionen Unfällen Kinder zu Schaden. Die meisten dieser Unfälle (etwa 80 Prozent) passieren im Haushalt. Dazu zählt allgemein die Wohnung/das Haus, aber auch der Garten sowie Spaß und Spiel. Die häufigste Unfallursache von Kindern sind Verbrennungen und Verbrühungen im Haushalt, oft verursacht durch Tee oder andere heiße Flüssigkeiten. Aber auch im Straßenverkehr sind Kinder gefährdet, vor allem auch deshalb, weil die kleinen Verkehrsteilnehmer Geschwindigkeiten und Entfernungen oft noch nicht richtig einschätzen können. Neuerdings wird auch vermehrt der Faktor Medienkompetenz mit in Betracht gezogen, um Kinder vor dem unsachgemäßen Gebrauch von Videospielen, Fernsehen/Video und dem Internet zu schützen.
In Deutschland veröffentlichte die Bundesanstalt für Straßenwesen (BASt) 2008 einen „Kinderunfallatlas“, beruhend auf einer Analyse der Unfälle mit Kindern im Straßenverkehr, die im Zeitraum von 2001 bis 2005 geschahen.
Häufigste Todesursache bei Kindern ist laut Friedrich Allinger, Leiter der Abteilung Sicherheit bei der Sozialversicherung für Landwirtschaft, Forsten und Gartenbau (SVLFG), das Ertrinken; auf Bauernhöfen sei es noch häufiger, dass ein Kind durch ein Fahrzeug überfahren werde.

## Unfallverhütung
Eine Vielzahl von Maßnahmen dienen der Verhütung von Kinderunfällen:

### Produktsicherheit
Insbesondere Produkte, die von Kindern (zum Beispiel Spielzeug) oder in der Reichweite von Kindern genutzt werden, bedürfen besonderer Anstrengungen, die Produktsicherheit zu gewährleisten.
Gesetzliche Rahmenbedingungen stellen hier die EU-Richtlinie über die allgemeine Produktsicherheit und in Deutschland das Geräte- und Produktsicherheitsgesetz dar.

#### Kindersicherungen
Kindersicherungen an Schubladen oder Türen von Möbeln verhindern, dass Kinder diese eigenmächtig öffnen und an potentiell gefährliche Dinge gelangen. Außerdem wird so einem Einquetschen der Finger vorgebeugt. Zusätzlich gibt es Schutzkappen, die scharfe Ecken und Kanten von Möbeln abrunden, so dass ein Stoß nicht mit schwerwiegenden Verletzungen endet.
Auch Verpackungen mit für Kinder potentiell gefährlichem Inhalt wie Medikamente oder Reinigungsmittel werden oftmals mit einer Kindersicherung versehen. Hersteller gefährlicher Inhaltsstoffe müssen Verpackungen und Verschlüsse auf Kindersicherheit und Erwachseneneignung nach internationalen Normen überprüfen lassen, bevor sie diese auf den Markt bringen. Die Drück-Dreh-Verschlüsse bei Haushaltsreinigern bilden einen Kompromiss aus Kindersicherung und Erwachseneneignung.
In den USA, Kanada, Australien und Neuseeland ist beispielsweise schon lange eine Kindersicherung an Feuerzeugen gesetzlich vorgeschrieben. Inzwischen gibt es auch eine entsprechende EU-Regelung – allerdings hat im Oktober 2006 der Bundesrat verhindert, dass diese Regelung in deutsches Recht umgesetzt wird.
Elektrische Steckdosen sind eine besondere Gefahr für Kinder. Diese kann durch kindersichere Steckdosen abgewendet werden. Die Nachrüstung der Steckdosen mit sogenannten „Kindersicherungen“ (meist einklebbar) ist nicht normkonform (IEC 60884-1) und wegen Überhitzungsgefahr der Steckerstifte verboten. In Kanada und Teilen der USA sind kindersichere Steckdosen bei Neubauten und Renovierungen vorgeschrieben. In Großbritannien, Irland, Hongkong und anderen Ländern werden kindersichere Steckdosen vom Typ G verwendet.

#### Materialien und Grenzwerte
Eine Reihe von Materialien sind für Kinderprodukte nicht zugelassen oder unterliegen strengen Grenzwerten. Zum Beispiel ist die Verwendung von Weichmachern in
Kinderspielzeug in der EU verboten.

#### Arzneimittelsicherheit
Am 26. Januar 2007 trat eine neue EU-Verordnung zur Verbesserung der Arzneimittelsicherheit bei Kindern und Jugendlichen in Kraft. Möchte ein pharmazeutisches Unternehmen ein neues Medikament für den europäischen Markt zulassen, so müssen Ergebnisse von klinischen Studien an Kindern und Jugendlichen vorgelegt werden – außer es ist nicht für die Anwendung an Kindern und Jugendlichen geeignet. Zukünftig werden alle Medikamente, die speziell für die Anwendung bei Kindern und Jugendlichen zugelassen wurden, mit einem entsprechenden Symbol auf der Verpackung gekennzeichnet.

#### Sicherheit von Spielplätzen
Die Sicherheit von Spielplätzen ist naturgemäß ein wesentlicher Bestandteil der Kindersicherheit. In den Normen DIN EN 1176 und 1177 sind die notwendigen Maßnahmen beschrieben. Hauptartikel: Spielplatz.

### Sicherheit im Innenbereich
Dazu gehört zum Beispiel die ausreichende Brandschutzausrüstung mit Rauchwarnmeldern, das Verschließen von potentiell giftigen oder gefährlichen Dingen wie Zigaretten, Feuerzeugen, Putzmitteln und Medikamenten. Auch beim Kauf von Pflanzen sollte die Wahl auf ungiftige Sorten fallen.

### Sicherheit im Außenbereich
Gartenteiche, Pools oder Regentonnen werden abgedeckt oder umzäunt, damit niemand hineinfallen und womöglich ertrinken kann.
Laut einer Studie des Robert Koch-Instituts von 2016 ist das Springen auf dem Trampolin vor allem bei ein- bis sechsjährigen Kindern eine der häufigsten Unfallursachen bei Unfällen unter Beteiligung eines Sport- oder Freizeitgerätes. Rund 28 Prozent der Verletzungen infolge eines Trampolinunfalls sind schwer – insbesondere Brüche der Arme (meist des Unterarms), der Beine oder der Wirbelsäule. Unter den circa 70 Prozent leichten Verletzungen überwiegen Verstauchungen des Sprunggelenkes, Prellungen und Gehirnerschütterungen. Weniger häufig kommt es zu Verstauchungen der Wirbelsäule sowie des Hand- und Kniegelenkes. Im Interesse der Kindersicherheit empfehlen Orthopäden und Unfallchirurgen die Einhaltung bestimmter Regeln: Kinder erst ab dem sechsten Lebensjahr vorsichtig an das Trampolinspringen heranführen; sie über die Risiken aufklären; sie beim Springen beaufsichtigen, um bei einem Unfall gleich reagieren zu können; Kinder nur alleine springen lassen (andernfalls kommt es vor allem bei denjenigen, die leichter als die Mitspringer sind, zu einem Katapulteffekt); mittig springen; keine Saltos; Überanstrengung meiden; nicht essen oder kauen; nur barfuß oder in Socken springen; keine Spielzeuge wie Bälle o. ä. mitnehmen, da sie die Unfallgefahr erhöhen; verwitterte Außennetze oder Polsterungen ersetzen.

### Schulwegsicherheit
Der Straßenverkehr stellt mit seinem hohen Gefahrenpotenzial für Kinder eine große Bedrohung dar. Im Durchschnitt erlitt im Jahr 2015 noch alle 19 Minuten ein Kind im Alter von unter 15 Jahren im Straßenverkehr einen Schaden. Hierbei kommt dem Schulweg und der durch sicherheitsbesorgte Eltern produzierten „Schul-Rushhour“ in kontraproduktivem Sinne eine besondere Bedeutung zu: Nach der amtlichen Statistik des Statistischen Jahrbuchs verunglücken Kinder im Alter von sechs bis neun Jahren immer noch am häufigsten in einem Auto (41,5 %), und von den im Jahre 2015 getöteten Kindern verloren die meisten als Mitfahrer in einem Pkw ihr Leben (40,5 %): Diese Fakten sprechen neben den negativen psychologischen Folgen eines aufgeheizten Unterrichtsbeginns eine deutliche, auch sicherheitsrelevante Sprache gegen das von Wissenschaftlern, der Polizei und den Schulen vehement bekämpfte, vermeintlich sichere Elterntaxi.
Nach Auffassung der heutigen Verkehrspädagogik besteht, belegt durch die Statistik, kein Grund mehr zu Fatalismus, wie ihn Peter-Habermann 1979 noch mit der Formulierung „Kinder müssen verunglücken“ anklagend äußerte. --wenn eine verantwortungsbewusste zeitgemäße Verkehrseinführung der Kinder vor und zur Einschulung, etwa über den Erwerb des Fußgängerdiploms, betrieben wird. Außerdem müssen entwicklungspsychologische Voraussetzungen beachtet werden, etwa, dass ein Erstklässler zwar als Fußgänger einen bis zu drei Kilometer langen Schulweg beherrschen kann und können sollte, dass ihm das als Radfahrer aber erst im dritten oder vierten Schuljahr nach einer bestandenen Radfahrprüfung verantwortungsbewusst gelingen kann und entsprechend gestattet werden sollte.
Die längerfristige Statistik der Kinderverkehrsunfälle zeigt eine sich deutlich ins Positive neigende Entwicklungskurve, vor allem bei der besonders gefährdeten Population der Schulanfänger: So sank die Zahl der verunglückten Kinder je 100.000 ihrer Altersgruppe von 468 im Jahr 1978 auf nur mehr 264 im Jahre 2015. Noch stärker sank in diesem Zeitraum das Risiko für die Kinder, im Straßenverkehr zu sterben, nämlich von 94 Kindern auf eine Million Einwohner unter 15 Jahren auf 8 Kinder im Jahre 2015. Eine deutlich fixierbare Wende der bis dahin stetig steigenden Unfallzahlen vollzog sich Mitte der 1970er Jahre mit der Neuorientierung der Verkehrspädagogik zu einer „Verkehrserziehung vom Kinde aus“, der Einführung des Fußgängerdiploms als einer Art „Führerschein für den Schulanfänger“, der entsprechenden flächendeckenden Bestellung von „Beauftragten für Verkehrserziehung“ an den Grundschulen sowie „Senatsbeauftragten für Verkehrserziehung“ als Multiplikatoren an den ausbildenden Hochschulen. Die bildungspolitischen wurden von städte- und straßenbaulichen sowie verkehrspolitischen Maßnahmen umfassend begleitet, indem Schutzbereiche für Kinder im Straßenverkehr geschaffen wurden.

#### Kenngrößen von Kindern
- Körpergröße: Sie sind klein und können deshalb nicht über Hindernisse wie parkende Autos hinwegsehen.[18]
- Motorik: Sie sind bewegungsfreudig und motorisch agil.
- Blickfeld: Sie können von der Seite kommende Fahrzeuge wegen des noch eingeschränkten Blickfeldes („Tunnelblick“) nur bedingt erkennen.
- Optische Wahrnehmung: Sie können Geschwindigkeiten und Abstände nur unvollkommen einschätzen.
- Akustische Wahrnehmung: Sie können Geräusche erst nach intensiver Schulung orten und identifizieren.
- Schrittlänge: Sie versuchen oft durch Laufen den gefährlichen Raum Straße schneller zu überwinden.
- Reaktionszeit: Sie brauchen eine entsprechende Schulung, um ihren Lauf plötzlich starten und unterbrechen zu können.
- Reizfülle: Sie nehmen Umweltgeschehen selektiv (nach emotionaler Bedeutung für sie) auf.
- Mentalität: Sie denken und handeln noch stark vom Standpunkt ihrer eigenen Person aus (egozentriert).
- Emotionalität: Sie verstehen und agieren noch stärker gefühls- als verstandesbetont.
- Gefahrenbewusstsein: Sie haben andere Gefahrenvorstellungen und Bedrohungsszenarien als Erwachsene.

#### Schulwegdienste
1. Schulweghelfer: Fußgängerüberwege (Zebrastreifen), Fußgängerschutzanlagen (Druckknopfampel), Schulweghelferübergänge (Schülerlotsen)
2. Haltestellenaufsicht
3. Schulbusbegleitung

#### Schulwegplan
Ein Schulwegplan ist eine Wegeskizze, die den sichersten Fußweg für die Schüler aufzeigt. Der Plan weist an, auf welcher Straßenseite die Schüler gehen sollen und wo sie die Straße am besten überqueren können. Aus dem Plan kann man auch die besonders gefährlichen Wege entnehmen und wird darauf hingewiesen, wie diese vermieden werden können.

#### Schulbusverkehr und Schulbushaltestellen
Schulbushaltestellen müssen gut gekennzeichnet werden.
Der Führer eines Omnibusses oder eines Schulbusses muss das Warnblinklicht einschalten, wenn er sich einer Haltestelle nähert und solange Fahrgäste ein- oder aussteigen.
Besondere Sorgfaltspflicht an Schulbushaltestellen:
An Omnibussen und Schulbussen, die an Haltestellen halten und Warnblinklicht eingeschaltet haben darf nur mit Schrittgeschwindigkeit vorbeigefahren werden. Zudem ist ein ausreichender Abstand einzuhalten, damit die Fahrgäste nicht gefährdet werden. Die Schrittgeschwindigkeit ist auch für den Gegenverkehr auf derselben Fahrbahn verpflichtend. Die Fahrgäste dürfen nicht behindert werden. In den USA und Kanada darf an Schulbussen, die ein rotes Blinklicht anzeigen, nicht vorbeigefahren werden, auch nicht in der Gegenrichtung.

#### Sicherung des Schulumfeldes
Verkehrsregelnde und bauliche Maßnahmen sowie Verkehrserziehung und Verkehrsüberwachung sind spezielle Maßnahmen für eine Sicherung des Schulumfeldes. Die Unfallforschung der Versicherer (UDV) hat in Zusammenarbeit mit den Polizeien der Länder, dem Deutschen Verkehrssicherheitsrat DVR und der Deutschen Verkehrswacht DVW Materialien und Hilfestellungen zur Schulwegsicherung veröffentlicht. Für Eltern gibt es Faltblätter, Broschüren und Filme mit wichtigen Informationen wie zum Beispiel „Wie entsteht ein Schulwegplan“, „Der richtige Umgang mit Behörden“ „Wie übe ich mit meinem Kind den Schulweg“.
Für Planer, Verkehrsbehörden und Mitarbeiter der Polizei werden praktische Hilfestellungen im „Planerheft“ gegeben. Für die weiterführenden Schulen hat die UDV Informationen zusammengestellt, die verdeutlichen, dass auch der Schulweg mit dem Rad geübt werden muss. Zu allen Themen gibt es Filme, die die Arbeit innerhalb eines Elternabends oder auf Verkehrssicherheitsveranstaltungen unterstützen können.

## Erziehung

### Verkehrserziehung

Verkehrszeichen: Verkehrshelfer für das Kind

Auch die besten „passiven“ Sicherungs- und Schutzmaßnahmen wie Fußgängerzonen, Fußgängerwege, Fußgängerbrücken, Fußgängertunnel, Fußgängerübergänge, Fußgängerfurten, Verkehrsinseln, Fußgängerampeln, Fußgängerzeichen oder Spielstraßen ersetzen nicht die Befähigung des Kindes, Gefahren selbst zu erkennen, zu vermeiden oder zu bewältigen. Daher ist die Erziehung zu einer „aktiven“ Selbstsicherung wesentliches Instrument zur Erhöhung der Kindersicherheit. Die Kinder benötigen kindgemäße, sie in ihrem Erfahrungshorizont abholende didaktische Hilfen, damit sie sich in den von Erwachsenen geschaffenen Verkehrsräumen sicher und partnerbezogen bewegen können. Dies geschieht sinnvollerweise zunächst mit der Befähigung zu einem kompetenten Fußgänger.
Die Kultusministerkonferenz der Länder hatte dazu mit ihrer Empfehlung vom 7. Juli 1972 eine erste bildungspolitische Basis geschaffen. Der „Verkehrsunterricht“ gelangte als flächendeckender, verpflichtender Erziehungsauftrag an die Schulen und Hochschulen und damit auch in das Blickfeld einer breiteren Öffentlichkeit. Als „Verkehrserziehung“ wurde er im Lehrplan aller Bundesländer verankert.
Im Straßenverkehr werden besondere Anforderungen an die Wahrnehmungsfähigkeit, die Konzentration und das Verhalten der Kinder gestellt. Damit sie sich in den anspruchsvollen Situationen zurechtfinden, muss schon früh damit begonnen werden, die Kinder mit bestimmten Verkehrsgegebenheiten vertraut zu machen. Diese Aufgabe beginnt mit der gesetzlich verankerten Erziehungspflicht der Eltern und setzt sich fort mit den verkehrserzieherischen Maßnahmen in Kindergarten und Schule. Kinder sollten erst dann alleine im Straßenverkehr unterwegs sein, wenn sie hinreichend darauf vorbereitet sind, etwa über geeignete Lernhilfen wie das Karlsruher 12-Schritte-Programm oder das Schulwegspiel.

### Medienerziehung
Schon früh werden Kinder heute mit den verschiedenen Medien konfrontiert. Für einen kompetenten Umgang müssen sie auf die sinnvolle Nutzung und die mit den Medien verbundenen Gefahren vorbereitet werden. Wichtig hierbei ist die Einführung von Regeln für den Gebrauch der Medien und der Umgang mit anderen im virtuellen Raum. Kinder müssen auf mögliche Gefahren in Chaträumen und auf Webseiten mit bedenklichem Inhalt, auf die sie beim Surfen stoßen können, vorbereitet werden, damit sie selbstbewusst und selbstständig handeln können. Mit dieser Thematik befasst sich die Medienpädagogik.

### Haushaltserziehung
Im Haushalt ist es für das Kind notwendig, mögliche Gefahrenquellen zu kennen und damit umgehen zu lernen.

## Schadensbegutachtung
Wenn trotzdem Kinderunfälle geschehen, so ist es notwendig, die Schäden hieraus zu begutachten.

### Erste Hilfe
Da Kinder kleiner sind als Erwachsene und andere Proportionen haben, müssen sie auch bei lebensrettenden Sofortmaßnahmen anders behandelt werden als Erwachsene. Die entsprechenden Erste-Hilfe-Ausbildungsstellen bieten deshalb spezielle „Erste Hilfe bei Kindernotfällen“-Kurse an.

## Institutionen
Seit Ende 1997 gibt es die Bundesarbeitsgemeinschaft (BAG) Kindersicherheit, seit Ende 2002 als Verein „Mehr Sicherheit für Kinder e. V.“, der sich für „die Förderung des öffentlichen Interesses für Probleme und Aufgaben der Unfallverhütung“ einsetzt.
Aber auch die deutschen Versicherungsunternehmen haben über ihren Gesamtverband (GDV) ein neutrales Informationsportal für Eltern geschaffen und tragen in den verschiedenen Bereichen der Kindersicherheit zur Aufklärung und damit Vermeidung schwerwiegender Unfälle bei.